# Partido de Concertación Nacional
De Partido de Concertación Nacional (PCN) is een conservatieve politieke partij in El Salvador die in 1961 ontstond. Het was de machtigste politieke partij in het land tot de staatsgreep in 1979, en de politieke vleugel voor de militaire regering die in 1960 de macht greep. Julio Adalberto Rivera Carballo, kandidaat voor de PCN, deed mee aan de presidentsverkiezingen van 1962, en de volgende twee presidenten waren eveneens van de PCN. Na de revolutie van 1979, daalde de invloed van de partij aanzienlijk, maar bleef toch bestaan.
Vandaag is de partij een kleine groep in vergelijking met de twee grootste partijen, de ARENA en de FMLN.
Bij de wetgevende verkiezingen op 16 mei 2003 won de partij maar 13% van de volksstemming en zestien van de vierentachtig zetels op de Wetgevende Vergadering. De kandidaat van de PCN voor de presidentsverkiezingen van 21 maart 2004, José Rafael Machuca Zelaya, won 2,7% van de stemmen. Op 12 maart 2006 won de partij 11% van de stemmen bij de volgende wetgevende verkiezingen en kreeg tien van de vierentachtig zetels, een grote nederlaag. De partij is desondanks nog altijd de op twee na grootste partij van El Salvador. Op de wetgevende verkiezingen op 18 maart 2009 won de partij elf zetels.
Met de partij die een meerderheid houdt, wordt de macht in de politiek tussen de FMLN en de ARENA in evenwicht gehouden, hoewel de PCN vaak samenwerkt met de extreemrechtse ARENA. 